# Why Don't We
Why Don't We is een Amerikaanse boyband bestaande uit Corbyn Besson, Daniel Seavey, Jack Avery, Jonah Marais en Zach Herron. Op 27 september 2016 werd de groep Why Don't We gevormd. Samen hebben ze twee maanden later een ep uitgebracht, en vier ep's in 2017. In 2018 werd hun debuutalbum, 8 Letters, uitgebracht op 31 augustus 2018. In 2019 werden in totaal twaalf singles uitgebracht en gingen ze op vier headline-tours. Op 25 januari 2020 hebben ze een 'social media break' genomen voor meerdere maanden. Op 29 september 2020 hebben ze dan een nieuwe single uitgebracht namelijk "Fallin' (Adrenaline)", deze single hoort bij hun album die uitkwam op 15 januari 2021. In 2020 hebben ze in totaal 4 singles uitgebracht. Op 15 januari 2021 kwam hun nieuwste album uit namelijk "The Good Times And The Bad Ones". Op 6 januari 2022 kwam Why Don't We uit met het nummer "Don't wake me up". Een single in samenwerking met Jonas Blue. Ze hebben ook een boek genaamd "In The Limelight" uitgebracht op 30 oktober 2018. De fans van hun fanbase heten "Limelights".

## Leden

### Corbyn Besson
Corbyn Matthew Besson (geboren op 25 november 1998) is een Amerikaanse singer-songwriter en 1/5 van de muziekgroep Why Don't We. Hij kreeg zijn eerste gitaar toen hij 12 jaar oud was en ontwikkelde vanaf dat moment al snel een passie voor muziek. Corbyn is geboren in Dallas (Texas). Zijn ouders zijn Saskia en Ray Besson. Hij heeft een jongere broer en een jongere zus, Jordan Besson (3 mei 2000) en Ashley Mae Besson (geboren op 7 november 2001).
Nadat een klasgenoot voorstelde dat hij de uitzendingssite You Now moest gebruiken, begon hij een aanhang te krijgen en geld te verdienen. Toen zijn ouders zijn interesses ontdekten, was zijn vader thuis en nodigde hem uit om naar Williamsburg (Virginia) te gaan en zijn gitaar mee te nemen. Hij werd meegenomen naar een open mic karaoke in een coffeeshop en trad op voor "minder dan twintig mensen". Na de ervaring werd hij gefocust als solomuzikant en had hij een officiële website, waarop hij zijn eigen merk creëerde en merchandise vrijgaf. Hij bracht zijn eerste solosingle "The Only One" uit op 17 december 2014. Zijn volgende single "Marathons" werd uitgebracht in 2015. In zijn tweede jaar kreeg hij een contract voor de Impact-tournee met andere social media-sterren, waaronder zijn toekomstige bandleden, Jack Avery en Zach Herron. Later deed hij nog een tournee waarbij hij Jonah Marais ontmoette. Hij begon ook berichten te sturen naar Daniel Seavey toen hij naar Daniel keek op American Idol. Op 27 september 2016 werd hij lid van de groep Why Don't We.

### Daniel Seavey
Daniel James Seavey (geboren op 2 april 1999) is een Amerikaanse singer-songwriter en komt uit Vancouver (Washington). Daniel maakt deel uit van de muziekgroep Why Don't We. In 2015 verscheen hij op het 14e seizoen van American Idol met "Hallelujah". Daniel werd geboren in Portland (Oregon). Zijn ouders zijn Keri en Jeffrey Seavey. Hij heeft 2 oudere broers en een jongere zus, Tyler Seavey (geboren op 5 september 1994), Christian Seavey (geboren op 28 maart 1997) en Anna Seavey (geboren op 6 maart 2001).
Hij begon te spelen op lokale shows en deed auditie voor iedereen die hem dat toestond. Hij bracht covers uit op zijn YouTube-kanaal en deed een cover samenwerking met Lovey James in 2016, "Secret Love Song". Hij ontmoette Jack Avery op een "non-existent show in New York", Jonah Marais door middel van een wederzijdse vriend in Portland, en merkte Corbyn Besson online en begon te berichten. Hij kende Zach Herron niet zo goed maar keek naar de "Stitches" video. Hij zat aanvankelijk niet in de eerste meeting van de band in Los Angeles, maar toen bracht Jack zijn naam naar boven en alle vijf klikten meteen. Op 27 september 2016 vormden ze de band Why Don't We.

### Jack Avery
Jack Robert Avery (geboren op 1 juli 1999) is een Amerikaanse singer-songwriter en maakt deel uit van de muziekgroep, Why Don't We. Hij begon als een social media ster, en postte covers op YouTube. Jack werd geboren in Burbank (Californië). Zijn ouders zijn Kristin Stanford en John Avery. Hij heeft 1 oudere zus en 3 jongere zussen, Sydnie Avery (geboren op 30 oktober 1995), Ava Marie Stanford (geboren op 6 maart 2004), Camila Avery (onbekende verjaardag) en Isla Rose Stanford (geboren op 12 november 2008).
Jack liet een origineel nummer "Liar" vallen dat hij na een breuk schreef en op Bluebird uitvoerde. Hij ontmoette toekomstige bandleden Jonah Marais op een show in Los Angeles en Daniel Seavey op een "project" dat ze samen deden in New York. Hij werd geboekt op social media tours, waaronder Brave Fest en Impact, waar hij Corbyn Besson ontmoette. Zach Herron was bij de twee op de Indianapolis-show tijdens de Impact-tournee. Uiteindelijk vormden alle vijf, Why Don't We officieel in september 2016. Als band brachten ze vijf ep's en een album uit en gingen ze op vier headline-tours.

### Jonah Marais
Jonah Marais Roth Frantzich, professioneel bekend als Jonah Marais, is een Amerikaanse singer-songwriter en maakt deel uit van de muziekgroep Why Don't We. Hij is het oudste lid van de band. Hij kreeg een fanbase door You Now, een live-streaming videosite. Jonah is geboren in Stillwater (Minnesota). Zijn ouders zijn Carrie en Timothy Frantzich. Hij heeft 1 oudere broer en 2 jongere zussen: Zebulon Frantzich (geboren op 26 december 1991), Esther Frantzich (geboren op 31 maart 2000), en Svea Frantzich (geboren op 21 maart 2007). Iedereen in zijn familie is muzikaal getalenteerd en zong waar hij maar kon, ook op beurzen en in kerken. Ze zongen ooit Jason Mraz's "I'm Yours" op een hoekje bij een bakkerij.
Jonah gebruikte het platform You Now in 2014, en kreeg aan het eind van de zomer 10k followers, en kon hierdoor social media tours doen. Halverwege de tiende klas is hij van school gegaan om zijn muzikale carrière volledig voort te zetten. Zijn eerste live-optreden was op Digi Fest voor 7000 mensen. Ook ontmoette hij zijn toekomstige bandleden Corbyn, Jack en Zach door middel van tournees. Op 7 juli 2015 werd zijn eerste uitgebrachte single "I Meant It" samen met zijn videoclip in augustus van datzelfde jaar uitgebracht. In maart 2016 werd zijn single "War Paint" uitgebracht en diende als leadtrack voor zijn debuut-ep When the Daylight's Gone in april 2016. Hij ging ook op zijn eigen solotournee. "NextEx-Girlfriend" (met de Potash Twins) was zijn laatste solo nummer voordat hij bij de band Why Don't We kwam, wat vier dagen later officieel werd aangekondigd.

### Zach Herron
Zachary Dean "Zach" Herron (geboren op 27 mei 2001) is een Amerikaanse singer-songwriter en 1/5 van de muziekgroepWhy Don't We. Hij is het jongste lid. Hij ging viraal met een video van hem zingend op Shawn Mendes' lied "Stitches" in januari 2016. Hij werd ook geselecteerd als een van de jongste leden van Septien Entertainment Group's Master Select Program voor de opkomende jonge artiest. Zach is geboren in Dallas (Texas). Zijn ouders zijn Myta en Josh Herron. Hij heeft 1 jongere broer en 1 jongere zus: Ryan Herron (geboren op 2 maart 2004) en Reese Herron (geboren op 10 augustus 2011).
In januari 2016 bracht hij zijn debuutsingle "Timelapse" uit en zag hij soortgelijke muzikanten als hij op social media tours gaan, wat hem inspireerde om mee te doen. Hij nam contact op met het management van Impact, die hem uitnodigde om een evenement te proberen, en vloog met zijn vader naar Indianapolis voor zijn allereerste live-show. Door de grote respons kreeg Zach de kans om deel te nemen aan de officiële Impact Spring Break Tour. In juni 2016 bracht hij zijn tweede single "Why" uit, waarmee hij de meet and greet tours door de Verenigde Staten voortzette. Later dat jaar in september sloot hij zich aan bij een muziekgroep, Why Don't We.

## Muziek
| Jaar | Album                           | Nummers                                                                                              |
| ---- | ------------------------------- | --- |
| 2016 | Only The Beginning              | Taking You Free Perfect On My Way Just To See You Smile Nobody Gotta Know                            |
| 2017 | Something Different             | Something Different Tell Me Made For Air of the Night Never Know                                     |
| 2017 | Why Don't We Just               | Why Don’t We Just All My Love I Depend On You Runner We The Party                                    |
| 2017 | –                               | These Girls                                                                                          |
| 2017 | Invitation                      | Invitation M.I.A. Boomerang Words I Didn’t Say Turn It Off                                           |
| 2017 | A Why Don't We Christmas        | Kiss You This Christmas Hey Good Lookin' Merry Little Christmas You and Me at Christmas Silent Night |
| 2018 | –                               | Trust Fund Baby                                                                                      |
| 2018 | 8 Letters                       | 8 Letters Talk Choose In Too Deep Friends Hard Hooked Can't You See                                  |
| 2019 | –                               | Big Plans                                                                                            |
| 2019 | –                               | Cold In LA                                                                                           |
| 2019 | –                               | I Don't Belong In This Club                                                                          |
| 2019 | –                               | Don't Change                                                                                         |
| 2019 | –                               | Unbelievable                                                                                         |
| 2019 | –                               | Come To Brazil                                                                                       |
| 2019 | –                               | I Still Do                                                                                           |
| 2019 | –                               | What Am I                                                                                            |
| 2019 | –                               | Mad At You                                                                                           |
| 2019 | –                               | With You This Christmas                                                                              |
| 2020 | –                               | Chills                                                                                               |
| 2020 | The Good Times And The Bad Ones | Fallin' Lotus Inn Slow Down                                                                          |
| 2021 | The Good Times And The Bad Ones | Grey I'll Be Okay Be Myself Love Song For You Look At Me Stay                                        |